# Rudolf Stummer von Traunfels

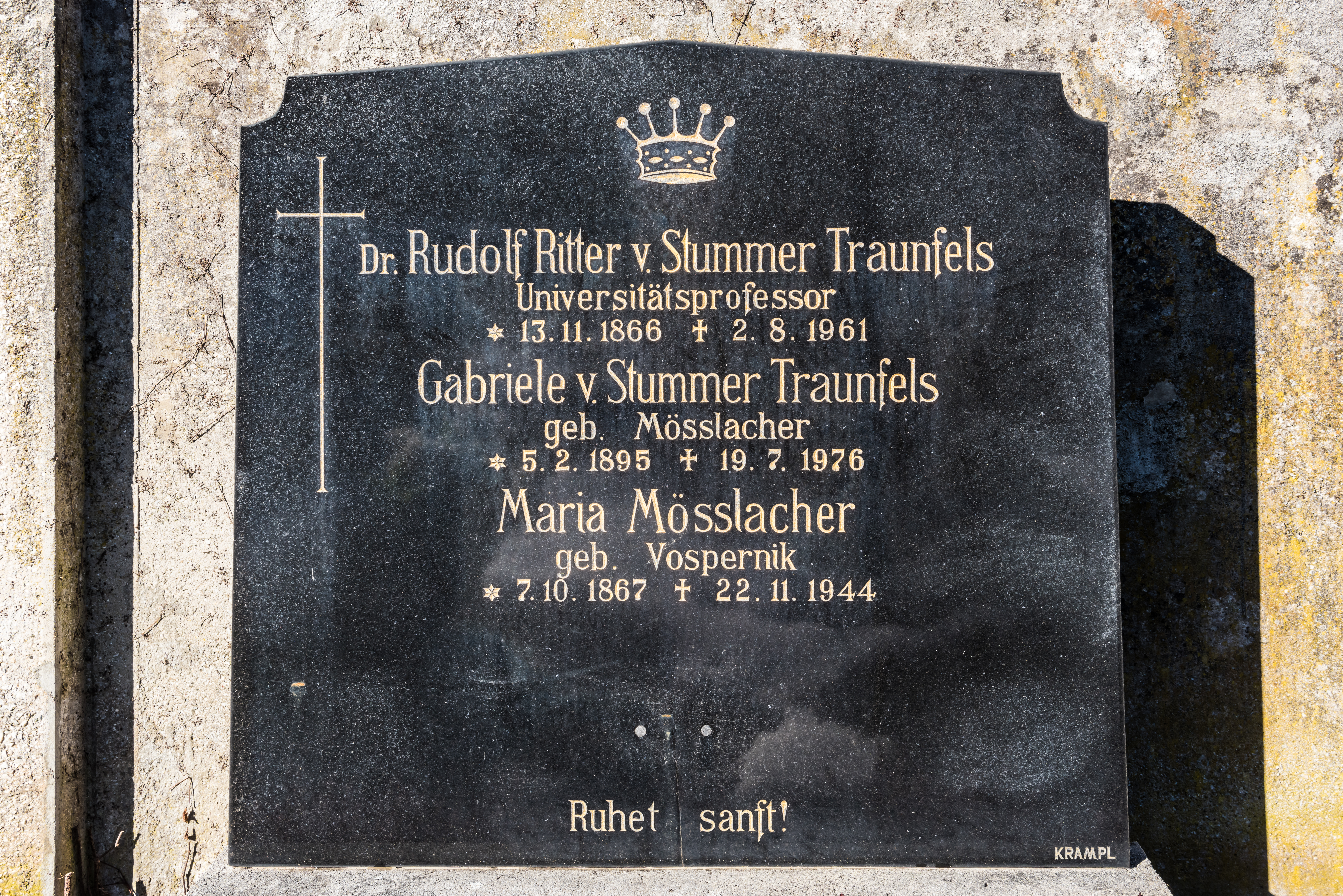
Grabstein der Familie von Stummer-Traunfels auf dem Pfarrfriedhof in Kranzlhofen bei Velden am Wörther See (31. Jänner 2018)

Rudolf Josef Johann Stummer-Traunfels, bis 1919 Stummer Ritter von Traunfels (* 13. November 1866 in Wien; † 2. August 1961 in Kranzlhofen, Velden am Wörther See) war ein österreichischer Zoologe, der hauptsächlich auf dem Gebiet der Polycladida (einer Ordnung der Strudelwürmer) und Myzostomida (parasitischer Ringelwürmer) tätig war.

## Leben und Werk
Rudolf Stummer von Traunfels war ein Sohn des Eisenbahn-Ingenieurs Josef Stummer von Traunfels (1839–1893) und Enkel des 1866 geadelten Architekten Josef Stummer von Traunfels (1808–1891).
Von 1888 bis 1890 studierte Rudolf Stummer von Traunfels Zoologie an der Universität Wien, danach ein Jahr an der Universität München. Zu dieser Zeit arbeitete er auch einige Monate an der zoologischen Station zu Triest und an der biologischen Station auf Helgoland. 1892 promovierte Rudolf Stummer von Traunfels in Wien mit dem Dissertationsthema „Vergleichende Untersuchungen über die Mundwerkzeuge der Thysanuren und Collembolen“. 
Nach seinem Studium nahm er am Zoologisch-Vergleichend-Anatomischen Institut der Universität Wien eine Assistentenstelle an, gefolgt von einer Tätigkeit am Zoologischen-Zootomischen Institut der Universität Graz.
Seine Forschungstätigkeit auf dem Gebiet der Polycladen, in Fortsetzung der Arbeiten von Prof. Ludwig von Graff, veranlasste ihn zu einer eineinhalbjährigen Forschungsreise nach Innerasien, genauer in den Tianshan und den Pamir, in Begleitung seines Freundes György Ede Almásy Graf von Zsadány und Törökszentmiklós, des Vaters von Ladislaus Almásy. 
Nach Sichtung und Erforschung des auf dieser Forschungsreise gesammelten Materials führte er 1903 seine Assistententätigkeit in Graz fort. 1904 habilitierte er sich und wurde fünf Jahre später zum Extraordinarius ernannt.
Rudolf Stummer-Traunfels starb im Alter von 95 Jahren am 2. August 1961, seine letzte Ruhestätte findet sich auf dem Pfarrfriedhof in Kranzlhofen bei Velden am Wörther See, Kärnten.

## Auszeichnungen
Im Zuge des Internationalen Zoologenkongresses in Bern 1904 wurde ihm die Goldene Medaille des Kaisers Nikolaus II. von Russland zuerkannt. Des Weiteren wurde ihm von der Königlichen Schwedischen Akademie der Wissenschaften die Große Silberne Linné-Medaille verliehen. Stummer-Traunfels war außerdem Mitglied der Leopold. Carol. Deutschen Akademie Der Naturforscher (seit 1906) und Träger anderer internationaler Auszeichnungen.